# Cantone di Ourville-en-Caux
Il Cantone di Ourville-en-Caux era una divisione amministrativa dell'arrondissement di Le Havre.
È stato soppresso a seguito della riforma complessiva dei cantoni del 2014, che è entrata in vigore con le elezioni dipartimentali del 2015.
Comprendeva i comuni di
- Ancourteville-sur-Héricourt
- Anvéville
- Beuzeville-la-Guérard
- Carville-Pot-de-Fer
- Cleuville
- Le Hanouard
- Hautot-l'Auvray
- Héricourt-en-Caux
- Oherville
- Ourville-en-Caux
- Robertot
- Routes
- Saint-Vaast-Dieppedalle
- Sommesnil
- Thiouville
- Veauville-lès-Quelles